# Olof Rasmusson
Olof Bernhard Rasmusson, född 19 juli 1888 i Lilla Slågarp, död 1965 i Malmö, var en skånsk författare och skildrare av folkkultur och folkmål.

## Biografi
Olof Rasmusson var son till bonden Rasmus Olsson och Bengta Jönsson. Han arbetade från åtta års ålder tidvis i hårt jordbruksarbete, senare i trädgårdsmästerier, och flyttade 1920 till Malmö. Han höll 1927–1940 1200 föreläsningar i Skåne. Han var gift två gånger.

## Författarskap
Olof Rasmusson skrev omväxlande på hembygdens folkmål (dialog) och på rikssvenska (berättande text) i samma bok. Några av hans böcker innehåller självbiografiska avsnitt. William Lengertz skrev om Olof Rasmusson i sin Min kulörta bok 1940. Han omnämndes i Svenska landsmål och svenskt folkliv som folkmålsförfattare.